# Borzsák Kamilla
Borzsák Kamilla fuvolaművész, fuvolatanár, barlangász. A Kossuth-díjas, Kaláka alapító tag Radványi Balázs hívta igen fiatalon zenekarába. A fuvola mellett játszik még furulyán, pánsípon és tangóharmonikán. Borzsák Kamilla olyan könnyűzenében is működő fuvolista, akiknek klasszikus hangképzésük, ún. "anzacuk" van, fuvolajátékán érződik, hogy nem jó képességű szaxofonos, vagy klarinétos mellesleg eljátssza a fuvolaszólamot is, hanem inkább a klasszikus fuvolisták felismerhető hangképzésével muzsikál. Ugyanakkor keresi a hangszer határait is és kísérletezik olyan hangzásokkal, mint felharmonikusok megszólaltatása, üveghangok.

## Tanulmányok
- Weiner Leó Zeneművészeti Szakközépiskola
- Pécsi Tudományegyetem, Művészeti Kar, fuvolatanár

## Zenekarok
- Radványi-Balog-Borzsák trió[2] (2002-2014)
- Lackfi János és a Sajtkukac[3]
- Aphonia (2010-2014)
- Hoppál Mihály Band (2014-től)[4]
- Speleo Band (2013-tól)

## Szakmai tapasztalatok
- A Dalnok-klub kezdetekben a Petőfi Művelődési Házban, később pedig a Klebelsberg Kultúrkúriában került havonta megrendezésre, melynek házigazdája a Radványi-Balog-Borzsák trió volt. A trió az európai és a dél-amerikai hangszeres zene feldolgozásait játszotta, valamint magyar költők megzenésített verseit adták elő.[5]
- Járdányi Pál Zeneiskola, fuvolatanár[6]
- Átirat készítése Telemann fuvola fantáziáiból[7]
- Borzsák Kamilla a Youtube-on.[8]

## Díjak
- Kaláka különdíj a Zentai Énekelt Versek Fesztiválján, az Aphonia tagjaként[9]
- Kaleidoszkóp díj, a Sajtkukac tagjaként (2010)[3]
- II. helyezés, Aphonia tagjaként (Misztrál Fesztivál, 2010)[10]
- ART Művészeti Díj, a Sajtkukac tagjaként
- Dalok.hu díj, Szimpla Lemming Program, 2015 (Hoppál Mihály Band)[11]

## Diszkográfia
- Tiki tiki timbo (Radványi-Balog-Borzsák trió)
- Londoni mackók (Radványi-Balog-Borzsák trió)[12]
- Radírmocsok (Sajtkukac, Lackfi János)[3]
- Verskardigán (Aphonia, Lackfi János)
- Pillangóhatás (Hoppál Mihály Band)[13]
- Tilos csillagon (Hoppál Mihály Band)
- Ősanya (Hoppál Mihály Band)